# Deutsche Gesellschaft für christliche Kunst
Die 1893 gegründete Deutsche Gesellschaft für christliche Kunst (DG) ist eine „überregionale, gemeinnützige und unabhängige Kultureinrichtung“ in der Rechtsform eines e. V. mit Sitz in München. Sie versteht sich als „ökumenisch ausgerichtet[es]“ „Forum für einen lebendigen Dialog zwischen Kunst und Kirche, für einen kreativen Gedankenaustausch zwischen Künstlern, Theologen, Philosophen und Kunstfreunden“. In ihren Ausstellungsräumen am Wittelsbacherplatz (Finkenstraße 4), zum Kunstareal München gehörend, veranstaltet sie regelmäßig thematische Werkschauen zeitgenössischer Künstler. Im DG Kunstraum werden vier bis fünf Ausstellungen pro Jahr gezeigt, die von einem Rahmenprogramm begleitet werden, darunter Vortragsreihen, Künstlergespräche, Workshops, Konzerte und Lesungen.

## Geschichte

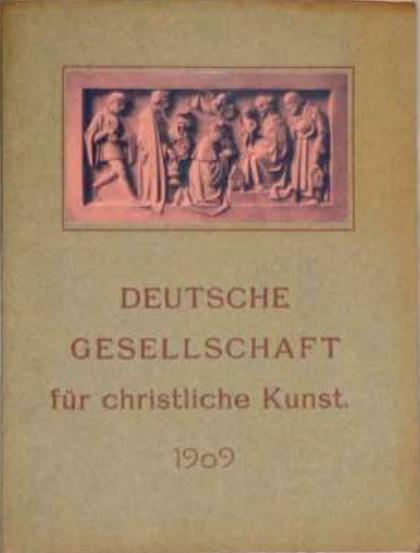
Jahresmappe 1909 der Deutschen Gesellschaft für christliche Kunst

Die Deutsche Gesellschaft für christliche Kunst entstand als Teil des erstarkenden deutschen Katholizismus im späten 19. Jahrhundert. Sie vereinigte Kunstschaffende mit Kunstfreunden und potenziellen Auftraggebern. Im Spannungsfeld zwischen Modernismus und Ultramontanismus stand sie auf Seiten des letzteren und strebte in einer Phase intensiver Kirchbautätigkeit ein an kanonischen Vorbildern der Vergangenheit orientiertes, streng kirchliches Kunstschaffen an. Die Auseinandersetzung um die Frage, was das sei, begleitete sie seit ihrer Gründung.
Am 30. Januar 1885 hatte Georg Busch mit anderen Schülern von Syrius Eberle und weiteren Gleichgesinnten den Albrecht-Dürer-Verein gegründet. Stilideale waren die „altdeutsche Kunst“ und die Nazarener. Busch bemühte sich von Anfang an um engen Kontakt mit führenden Persönlichkeiten aus Kirche, Politik und Gesellschaft.
Am 18. März 1892 trafen sich in Buschs Atelier in München die Bildhauer Joseph Brühl, Heinrich Waderé, Jakob Stolz, die Maler Emanuel Walch, Kaspar Schleibner, Bonifaz Locher und Gebhard Fugel, der Kirchenhistoriker Aloys Weiss sowie die beiden Mitherausgeber des Jahrbuchs der Görres-Gesellschaft Josef Weiß und Gustav Schnürer, um über die Gründung einer Gesellschaft für christliche Kunst zu beraten. Die Gruppierung beteiligte sich im selben Jahr am 21. Katholikentag, um für ihr Anliegen zu werben. Dort kam es zu einer Resolution der Vollversammlung, die die Gründung empfahl. Diese erfolgte, mit Unterstützung großer Teile des deutschsprachigen Episkopats, am 4. Januar 1893. Georg von Hertling übernahm die Präsidentschaft (bis 1911), Georg Busch als Künstlerpräsident die faktische Leitung. Bald traten namhafte Künstler, aber auch Vertreter der regierenden Herrscherhäuser und die Mehrzahl der Diözesanbischöfe der DG bei. 1912 hatte sie 6.000 Mitglieder.
Die DG publizierte Jahresmappen mit Reproduktionen und Besprechungen der Werke ihrer Mitglieder, veranstaltete Wettbewerbe und beteiligte sich an Ausstellungen. Der Stilkanon entsprach dem historistischen Eklektizismus mit wenig Spielraum für Experimente. Die Gründung einer Deutschen Gesellschaft für Christliche Kunst GmbH durch Georg Busch im Jahr 1900 schuf die Basis für eigene Ausstellungen, den Vertrieb von Kunstwerken und die Herausgabe der Zeitschrift Die christliche Kunst ab 1904. Zugleich entstand um die GmbH aber ein Richtungsstreit sowohl hinsichtlich der künstlerischen Standards wie der kommerziellen Ausrichtung. Als Folge schloss sich die DG 1911 noch enger an den Episkopat an, während reformkatholische Kräfte wie Expeditus Schmidt OFM, Engelbert Drerup und Josef Popp aus der Gesellschaft ausschieden. Den Bischöfen wurde ein Zensurrecht eingeräumt, das Bischof Paul Wilhelm von Keppler wahrnahm. Die damit einhergehende weitere Verengung des künstlerischen Spektrums führte bis 1913 zum Austritt von 1.000 Mitgliedern.
Nach dem Ersten Weltkrieg kam es zu einer vorsichtigen Öffnung der DG für den gemäßigten Expressionismus von Künstlern wie Karl Caspar, Josef Eberz, Felix Baumhauer, Otto Grassl und Paul Thalheimer. Federführend war dabei Georg Lill, Hauptkonservator am Bayerischen Landesamt für Denkmalpflege und Vorstandsmitglied der DG. Er wirkte auch mäßigend auf den heftigen Protest vieler DG-Autoren gegen einen expressionistischen Kruzifixus von Ludwig Gies ein.
1924 führte ein Generationswechsel im Vorstand zur weiteren Abwendung vom Eklektizismus. Eine mit diesem Ziel 1926 von Karl Baur und Michael Kurz gesammelte Neue Gruppe rief jedoch eine traditionalistische Gegenbewegung hervor. Um 1930 machte sich der Einfluss des neoklassizistischen Monumentalismus geltend. In der Zeit des Nationalsozialismus verlor die DG ihr Publikationsorgan und ihre öffentlichen Wirkungsmöglichkeiten. Während des dritten Reiches garantierte die katholischen Kirche bzw. der Erzbischof von Freising durch den Konkordatsschutz die Unabhängigkeit des Vereins und dieser wurde nicht der nationalsozialistischen Kunstpolitik unterstellt. Am 26. März 1946 unterzeichnete der Präsident der Deutschen Gesellschaft für christliche Kunst eine Erklärung, in der er versicherte, dass der Verein keine Anhänger des Nationalsozialismus oder einen aktiven Parteigenossen in einflussreicher Stellung im Verein duldete.
Der Neuanfang nach dem Zweiten Weltkrieg stand im Zeichen eines kreativen Dialogs mit allen Künstler und Richtungen, die dafür Anknüpfungspunkte boten. Nach dem Ende des Zweiten Weltkrieges fand die erste Ausstellung der Deutschen Gesellschaft für christliche Kunst unter dem Titel „zeitgenössische christliche Kunst“ in der Neuen Sammlung München (Gartentrakt des Bayerischen Nationalmuseums) statt. Bis 1955 fanden Ausstellungen des Vereins an verschiedenen Orten in München sowie außerhalb statt. 1955 wurden eigene Ausstellungsräume am Wittelsbacherplatz bezogen. Ein neues Gebäude wurde durch den Architekten Wilhelm Deiss gebaut und durch die Firma Josef Hebel, Fürstenfeldbruck mit Gasbeton errichtet. Auftraggeber für diese Bauten war der Verein Ausstellungshaus für christliche Kunst.
Seit 1955 werden die Ausstellungsaktivitäten der DG durch den VAH gefördert.

### Gegenwart
Der DG Kunstraum befindet sich heute im Hauptsitz von Siemens. 2012 fand die letzte Ausstellung (Ausstellung „Tod“, kuratiert von Stephan Huber) in den alten Räumen am Wittelsbacherplatz statt. Von 2012 bis 2016 fanden die Ausstellungen im Ausweichquartier in der Türkenstraße 16 statt. Im Jahr 2016 fand der Rückzug in die neuen Räume am alten Standort statt.

### Neuer Name und Erscheinungsbild 2020
Im Jahr 2020 bekamen die Räumlichkeiten einen neuen Namen (DG Kunstraum Diskurs Gegenwart) sowie ein neues Erscheinungsbild. Der Name DG Kunstraum verbindet zwei zentrale Anliegen des Vereins: Diskurs und Gegenwart. Alle Aktivitäten des Vereins sind verbunden durch die Auseinandersetzung mit den existenziellen Fragen des Menschen anhand zeitgenössischer Kunst. Daneben ist das Thema Sakralbau ein weiterer Schwerpunkt.
Die Ausstellungen im DG Kunstraum werden von einem abwechslungsreichen Veranstaltungsprogramm begleitet: Führungen, Vorträge, Workshops für jung und alt, Lesungen, Künstlergespräche, Performances und fortwährend neue Formate.

## Wirken
Die DG über ihr Wirken: 
„Der Kunstverein versteht sich als förderndes Forum, das mit ausgewähltem Sachverstand die Kunst und den Diskurs von Mensch und Gegenwart stärkt. Wir betrachten beides aus einer christlichen Haltung heraus, die angesichts vielfältiger Perspektiven immer wieder neu zu befragen ist. Sinnvolle Begegnung und qualifizierte Auseinandersetzung brauchen großzügigen Raum, Expertise, Dokumentation und wohlwollende Begleitung. Frei ist die Kunst dann, wenn sie weder dienen noch gefallen muss, wenn sie sich weder der Logik des Marktes beugen, noch in den Dienst eines politischen Anliegens, einer Religion oder Weltanschauung stellen muss. Uns sind Wohlwollen, Dialog und Respekt im Umgang mit Projektpartner und Künstler wichtig. Wir zahlen den Künstlern grundsätzlich eine Ausstellungsvergütung orientiert an den Leitlinien des Bundesverbands der Bildenden Künstler. Künstlerinnen und Künstler werden auf vielfältige Weise fördert: durch die Übernahme von Produktionskosten, durch Künstlerhonorare und Ausstellungspublikationen.“

## DG Kunstpreis – Gebhard Fugel Preis
Seit 1979 vergibt die DG den DG Kunstpreis – Gebhard Fugel Preis, seit 2008 geschieht dies in einem Turnus von drei Jahren. Der namensgebende Maler war im Jahr 1893 einer der Mitbegründer der DG. Der Preis kann in den Disziplinen Malerei, Bildhauerei, angewandte Kunst und Architektur sowie in allen neu auftretenden Ausdrucksmöglichkeiten im Rahmen der bildenden Künste vergeben werden. Der Kunstpreis dient in erster Linie der Nachwuchsförderung. Es können aber auch einzelne Werke oder ein Gesamtwerk aus der zeitgenössischen Künstlergeneration ausgezeichnet werden, die in ihrer Entwicklung wegweisend sind oder waren. Bewerbungen werden nicht angenommen. Der Preis ist mit 5.000 Euro dotiert.
Preisträger waren:
- 2023 Anna Heringer
- 2020 Maximilian Prüfer
- 2017 Empfangshalle
- 2014 Nicole Ahland
- 2011 Rudolf Bott
- 2008 Andréas Lang
- 2003 Studiengang Innenarchitektur, Projekt: Sakrale Räume, Akademie der Bildenden Künste München
- 1998 Dorothee von Windheim
- 1993 Fritz Koenig
- 1991 Gruppe Buntmetall: Klaus-Dieter Eichler, Matthias Engert, Stefan Epp, Hartmut Hahn, Paul Müller
- 1987 Gottfried Böhm
- 1986 Hans Schädel
- 1983 Victor Kraus, Maximilian Ostermann, Dieter Rehm, WTH Regensburger (Preis für Malerei)
- 1983 Michael Plaetschke, Norbert Kraus, Konrad Loder (Preis für Bildhauerei)
- 1981 Herbert Falken
- 1979 Albert Burkart

## Kooperationen
Die DG arbeitet regelmäßig in Projekten mit Vertreter der evangelischen und katholischen Kirche zusammen. Gleichermaßen bestehen Kooperationen mit bedeutenden Museen, Universitäten und Sammlungen, darunter die Kunstpastoral der Erzdiözese München und Freising, das Kunstreferat der Evangelisch-Lutherische Kirche in Bayern, das BBK München und Oberbayern e. V., die Hochschule für Musik und Theater München, die Ludwig-Maximilians-Universität und weitere.
Die DG ist Mitglied der Initiative Münchner Galerien zeitgenössischer Kunst, Brienner Quartier, der Arbeitsgemeinschaft Deutscher Kunstvereine, dem Deutschen Museumsbund, sowie Teil des Kunstareals München und des Freien Netzwerks [ off ] spaces munich.

## Ausstellungen

### Ab 1893
Seit der Gründung des Vereins im Jahr 1893 richtete die DG Ausstellungen aus. 
„[…]Vorbedingung für ein Gelingen dieser Bestrebungen war die Zusammenfassung aller Gleichgesinnten zu gemeinsamem Vorgehen. Nachdem dieses Werk mit der Gründung der Deutschen Gesellschaft für christliche Kunst vollzogen war, setzte die fruchtbare Tätigkeit unverzüglich ein: man verbreitete gute Abbildungen von Werken lebender Künstler, die sich der Gesellschaft angeschlossen, förderte die Ausführung von Originalwerken, unternahm Ausstellungen und Verlosungen neuer Schöpfungen, ermöglichte jedermann, sich in allen Kunstangelegenheiten ohne Kosten zuverlässigen Rat zu holen.“

### Ab 1925
Ab 1925 verzeichnet die DG zahlreiche Ausstellungen und Ausstellungsbeteiligungen.

### Ab 2015
- 23. Januar 2015 – 28. März 2015 Aeolsharfe – Ausstellung mit: Judith Albert, Carsten Fock, Susanne Hanus, Jaromir Novotny, Marco Schuler
- 24. April 2015 – 20. Juni 2015 David Barbarino – Paramount
- 3. Juli 2015 – 29. August 2015 Der letzte Garten – Bauwerke des Abschieds
- 12. September 2015 – 14. November 2015 God is in the House – Carsten Fock
- 27. November 2015 – 20. Februar 2016 Die Gabe – Gruppenausstellung: Ulf Aminde, Sandra Boeschenstein, Zenita Komad u. a.

#### 2016
- 4. März 2016 – 23. April 2016 Ex Biblia – Sofie Bird Moller
- 13. Mai 2016 – 9. Juli 2016 Überleben – Christoph Brech
- 10. September 2016 – 8. November 2016 Einsichten Ansichten – Erwin Wortelkamp
- 25. November 2016 – 4. Februar 2017 In Ewigkeit – Gruppenausstellung: Markus Bacher, Judith Egger, Bettina Khano u. a.

#### 2017
- 17. Februar 2017 – 8. April 2017 Art is a Doctor – Zenita Komad
- 5. Mai 2017 – 22. Juli 2017 Fürchtet euch (nicht)! – Böhler & Orendt und Sebastian Tröger
- 9. September 2017 – 11. November 2017 Empfangshalle – Wäsche
- 24. November 2017 – 3. Februar 2018 The Wound is The Place Where Light Enters You – Gruppenausstellung: Birgit Dieker, Thomas Bratzke, Margarethe Drexel, Michael Merkel, Katharina Kneip, Felix Helmut Wagner

#### 2018
- 23. Februar 2018 – 14. April 2018 Doppelpass I – Samen, die in den Morgen drängen: Markus Bacher und Wilhelm Scherübl
- 27. April 2018 – 23. Juni 2018 Doppelpass II – Tread Softly Because You Tread on My Dreams: Bettina Khano und Andrea Wolfensberger
- 4. Juli 2018 – 28. Juli 2018 Eines Morgens vielleicht – Mitgliederausstellung
- 12. September 2018 – 10. November 2018 Über das Geistige in der Kunst. 100 Jahre nach Kandinsky und Malewitsch: Gruppenausstellung in Kooperation mit dem Museum für Konkrete Kunst Ingolstadt
- 23. November 2018 – 9. Februar 2019 Zusammenspiel. Kunst im sakralen Raum. Wanderausstellung

#### 2019
- 22. Februar 2019 – 4. Mai 2019 Sichtlinien des Möglichen – Brigitte Kowanz
- 17. Mai 2019 – 24. Juli 2019 Doppelpass III – Stille über den kalten Fluten des Inns: Silvia Hatzl und C.A. Wasserburger
- 11. September 2019 – 7. Dezember 2019 Essential is Visible – Magdalena Jetelová

### Ab 2020 im DG Kunstraum Diskurs Gegenwart
(Quelle: )
- 17. Januar 2020 – 29. Mai 2020 Wieder und Wieder. Ritual, Kontemplation, Obsession: Gruppenausstellung
- 9. April 2020 – 31. Dezember 2020 Kunst-netz-werk.online: Dialog auf Distanz – Ein Kunstprojekt im Jahr 2020
- 18. Juni 2020 – 6. August 2020 Sehnsucht… Videoarbeiten und installative Momente: Gruppenausstellung
- 9. September 2020 – 29. Oktober 2020 Doppelpass IV – Everything is Going To Be Alright: Andreas Greiner und Maximilian Prüfer

#### 2021
- 1. Februar 2021 – 31. Dezember 2021 Kunst-netz-werk.online: Dialog auf Distanz 2 – Ein Kunstprojekt im Jahr 2021: Online-Ausstellung
- 9. März 2021 – 9. April 2021 Sei bereit – Heike Kati Barath
- 29. April 2021 – 18. Juli 2021 Paradise Lost #gendershift: Gruppenausstellung
- 7.0 September 2021 – 4. November 2021 Trauma – Der Körper vergisst nicht: Gruppenausstellung in Kooperation mit dem Kunstraum München
- 12. November 2021 – 18. Februar 2022 Doppelpass V – Depot oder Deponie: Christoph und Sebastian Mügge

#### 2022
- 9. März 2022 – 29. April 2022 Notre Dame – Künstlerinnen der DG: Susanne Hanus, Angelika Högerl, Ruth Prym-Kohler, Brigitte Schwacke, Susanne Wagner
- 13. Mai 2022 – 22. Juli 2022 Auf der Suche… Gruppenausstellung
- 9. September 2022 – 18. September 2022 U Can Take
- 6. Oktober 2022 – 9. Dezember 2022 Im Augenblick des Staunens fällt das Ich mit der Welt in eins: Gruppenausstellung in Kooperation mit dem Cusanuswerk und der Katholischen Akademie in Bayern

#### 2023
- 20. Januar 2023 – 16. März 2023 Kirche Raum Gegenwart – Künstlerinnen denken Kirche neu. Wanderausstellung
- 30. März 2023 – 11. Mai 2023 Martin Schepers: Im Lithium Dreieck – Wir verdunsten
- 25. Mai 2023 – 3. August 2023 Rosa Immergruen – Zeitgenössische Kunst und lyrische Zeitreise: Gruppenausstellung
- 8. September 2023 – 9. November 2023 Deine Hand auf meiner Schulter – Doppelpass VI: Judith Hummel und Esther Zahel
- 17. November 2023 – 14. Dezember 2023 Anna Heringer – One Planet, One Family

#### 2024 Dazwischensein – Möglichkeitsräume: Jahresprogramm mit neun Einzelpräsentationen
- 19. Januar 2024 – 15. Februar 2024 Dazwischensein 1 – Bettina Khano
- 23. Februar 2024 – 21. März 2024 Dazwischensein 2 – Simona Andrioletti
- 29. März 2024 – 25. April 2024 Dazwischensein 3 – Viron Erol Vert
- 3. Mai 2024 – 29. Mai 2024 Dazwischensein 4 – Andrea Wolfensberger
- 7. Juni 2024 – 4. Juli 2024 Dazwischensein 5 – Manuela Illera
- 12. Juli 2024 – 8. August 2024 Dazwischensein 6 – Katrin Bittl
- 6. September 2024 – 2. Oktober 2024 Dazwischensein 7 – Sandra Boeschenstein
- 11. Oktober 2024 – 7. November 2024 Dazwischensein 8 – Judith Egger
- 15. November 2024 – 12. Dezember 2024 Dazwischensein 9 – Cana Bilir-Meier
- 10. Januar 2025 bis 16. Januar 2025 Dazwischensein + – Manfred Mayerle. Zeichnerische Tagebücher

#### 2025
- 31. Januar 2025 – 27. März 2025 Doppelpass VII Himmelsstürmer – Frenzy Höhne und Peter Kees
- 31. Januar 2025 – 27. März 2025 Stunde Null? Wie wir wurden, was wir sind: DG. 33 bis 55. Eine Ausstellung zur Vereinsgeschichte
- 11. April 2025 – 5. Juni 2025 Ressource, Research, Reset. Architektonische Transformation sakraler Räume. Ausstellung mit dem Lehrstuhl für Entwerfen und Gestalten, TU München
- 4. Juli 2025 – 18. September 2025 Zunder und Zartheit. Mitgliederausstellung mit Friedrich Koller, Manfred Mayerle, Günter Nosch, Peter Paul Rast, Camill von Egloffstein, Bruno Wank
- 10. Oktober 2025 bis 11. Dezember 2025 Together Forever – Macht euch die Erde untertan? Die Kunst des Miteinanders von Mensch und Natur